# Гидроксид скандия
Гидроксид скандия — неорганическое соединение, гидроксид металла скандия с формулой Sc(OH)3, белое аморфное вещество, не растворимое в воде.

## Получение
- Действие горячей воды на металлический скандий:

{\displaystyle {\mathsf {2Sc+6H_{2}O\ {\xrightarrow {90^{o}C}}\ 2Sc(OH)_{3}\downarrow +3H_{2}\uparrow }}}
- Окисление скандия кислородом в присутствии воды:

{\displaystyle {\mathsf {4Sc+3O_{2}+6H_{2}O\ {\xrightarrow {}}\ 4Sc(OH)_{3}\downarrow }}}
- Действие щелочей на растворимую соль скандия:

{\displaystyle {\mathsf {Sc(NO_{3})_{3}+3NaOH\ {\xrightarrow {}}\ 4Sc(OH)_{3}\downarrow +3NaNO_{3}}}}

## Физические свойства
Гидроксид скандия — белое аморфное вещество, свежеосаждённое имеет состав Sc(OH)3•n H2O, на воздухе постепенно обезвоживается.
Кристаллический гидроксид получен гидротермальным методом, принадлежит к
кубической сингонии, пространственная группа I m3, параметры ячейки a = 0,7888 нм, Z = 8.
Не растворяется в воде, p ПР = 27,06.

## Химические свойства
- Разлагается при нагревании:

{\displaystyle {\mathsf {Sc(OH)_{3}\ {\xrightarrow {250-280^{o}C}}\ ScO(OH)+H_{2}O}}}
{\displaystyle {\mathsf {2Sc(OH)_{3}\ {\xrightarrow {250-280^{o}C}}\ Sc_{2}O_{3}+3H_{2}O}}}
- Реагирует с кислотами:

{\displaystyle {\mathsf {Sc(OH)_{3}+3HCl\ {\xrightarrow {}}\ ScCl_{3}+3H_{2}O}}}
- Реагирует с щелочами:

{\displaystyle {\mathsf {Sc(OH)_{3}+3NaOH\ {\xrightarrow {}}\ Na_{3}[Sc(OH)_{6}]}}}
{\displaystyle {\mathsf {Sc(OH)_{3}+NaOH\ {\xrightarrow {120-180^{o}C}}\ Na[Sc(OH)_{4}]}}}
{\displaystyle {\mathsf {Sc(OH)_{3}+NaOH\ {\xrightarrow {300-500^{o}C}}\ NaScO_{2}+2H_{2}O}}}
- Реагирует с углекислым газом:

{\displaystyle {\mathsf {Sc(OH)_{3}+CO_{2}\ {\xrightarrow {}}\ ScCO_{3}(OH)+H_{2}O}}}